# Corylus americana
Corylus americana là một loài thực vật có hoa trong họ Betulaceae. Loài này được Walter mô tả khoa học đầu tiên năm 1788.
Corylus americana là một loài cây lá rụng phát triển dưới dạng cây bụi; Nó có nguồn gốc ở miền đông Bắc Mỹ, ở phía đông Canada và phía Đông Hoa Kỳ; Nó đã được phân loại trong chi Corylus.

## Mô tả
Cây trồng phát triển đến độ cao khoảng 2,5 m đến 5 m (8-16 feet), với tán cây lan rộng từ 3 m đến 4,5 m. Đây là cây bụi từ trung bình đến lớn, trong một số điều kiện có thể giống như một cây nhỏ. Nó thường có nhiều nhánh với các nhánh phát triển ra ngoài dài tạo thành hình dạng dãn rộng hoặc hình cầu.
Quả có hạt ăn được đã trưởng thành vào khoảng thời gian từ tháng 7 đến tháng 10, chúng được bọc trong những cuống có lá giống như lá phủ.

## Sinh thái học
Các loại hạt của loài này là thức ăn của sóc, hươu, gà tây, chim gõ kiến, bồ nông và các động vật khác. Hoa đực là thức ăn của Bonasa umbellus
```
suốt mùa đông.
```

## Hình ảnh

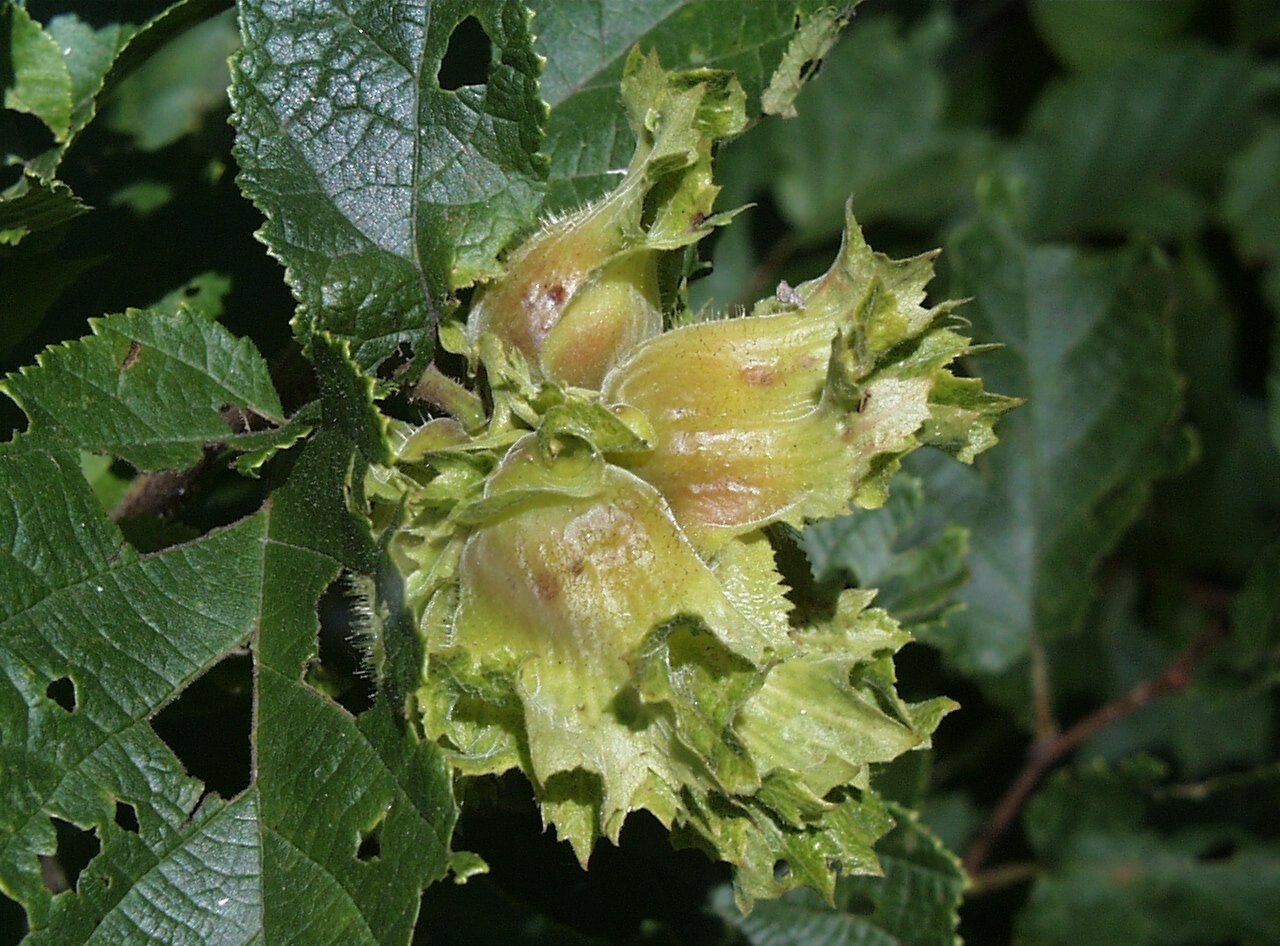
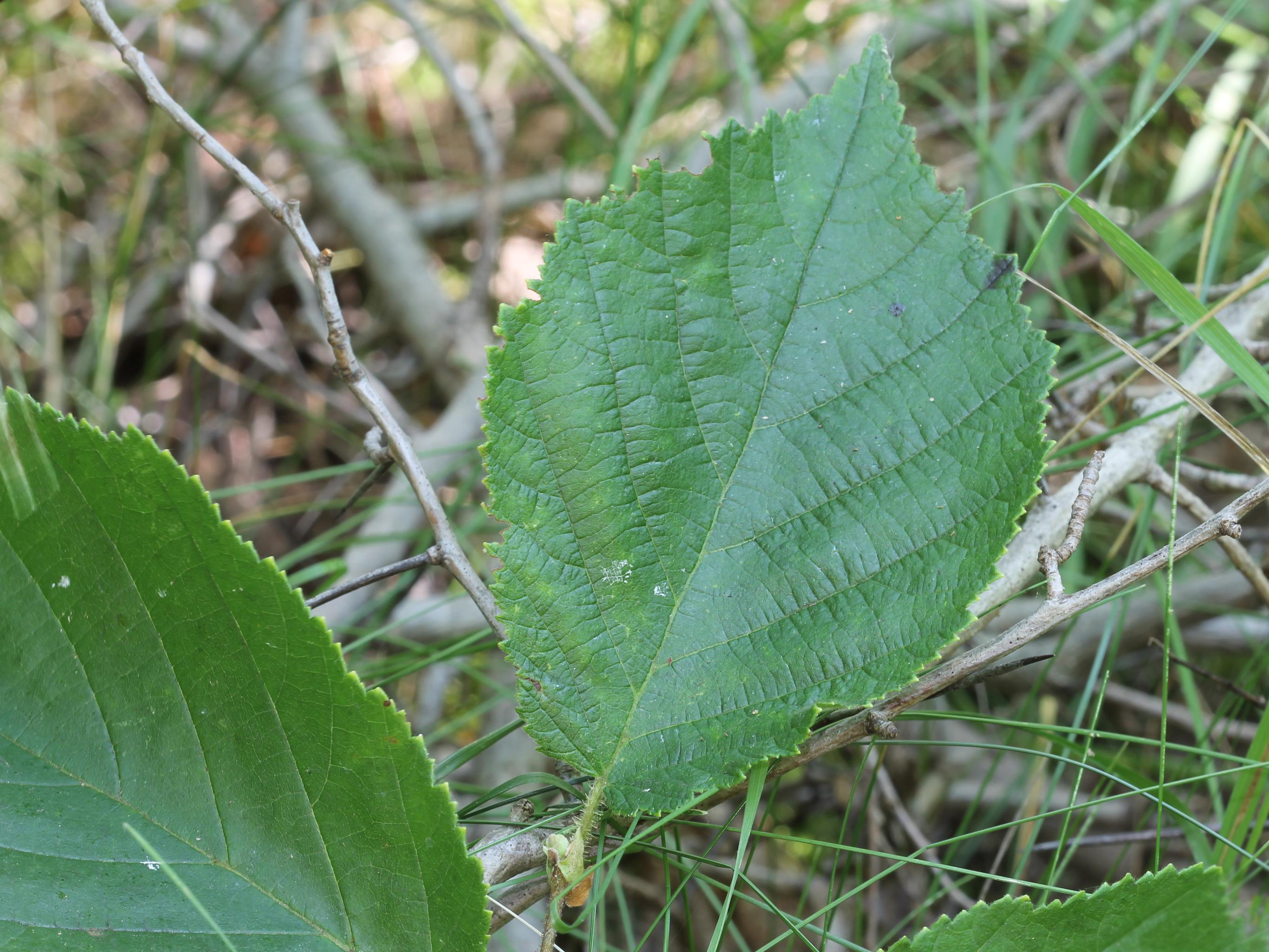
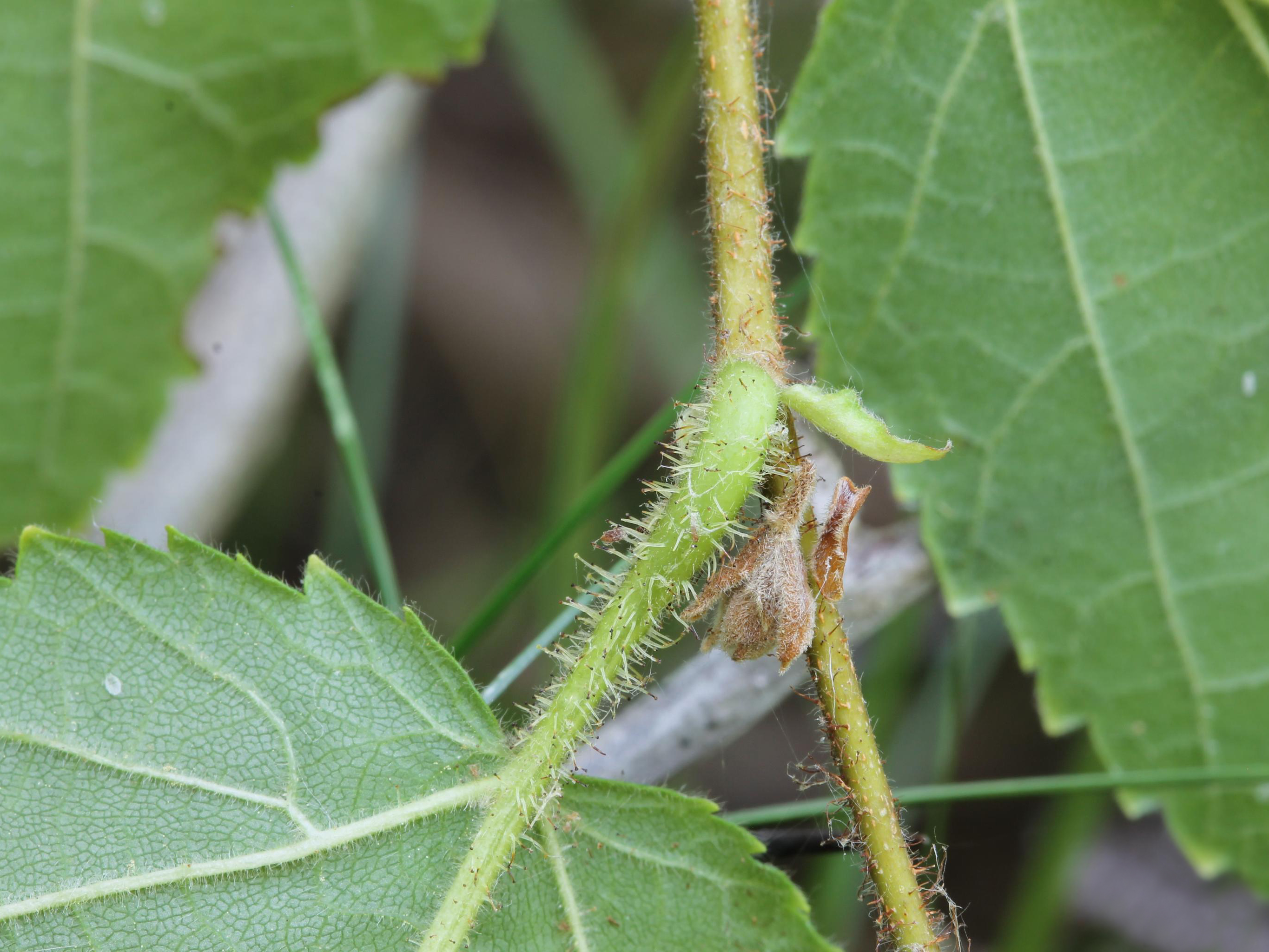
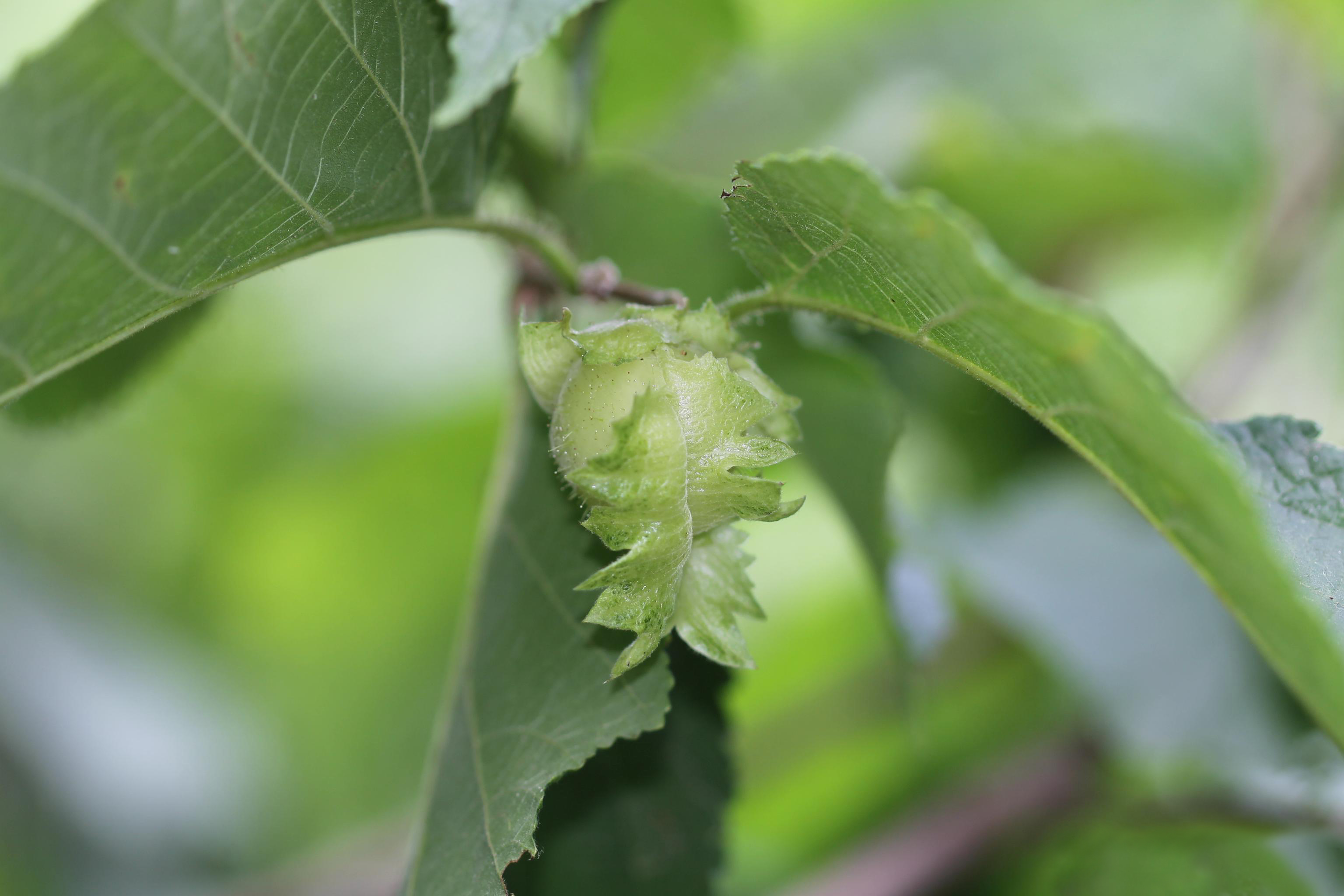